# 유럽 고속도로 136호선
유럽 고속도로 136호선(European route E136)은 노르웨이의 올레순 (마을)과 돔보스를 연결시켜 주는 총연장이 약 135km인 유럽 고속도로로, B클래스급 간선 도로이기도 하다.

## 주요 경유지

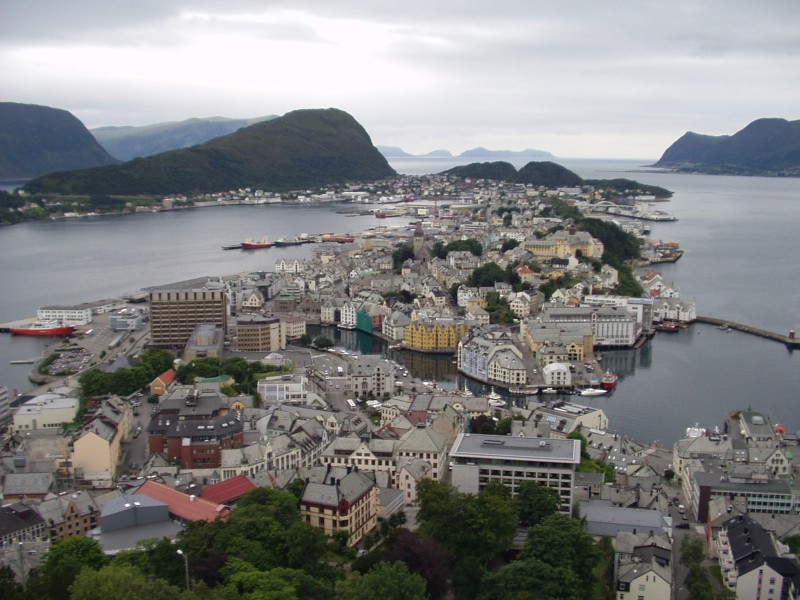
외레순

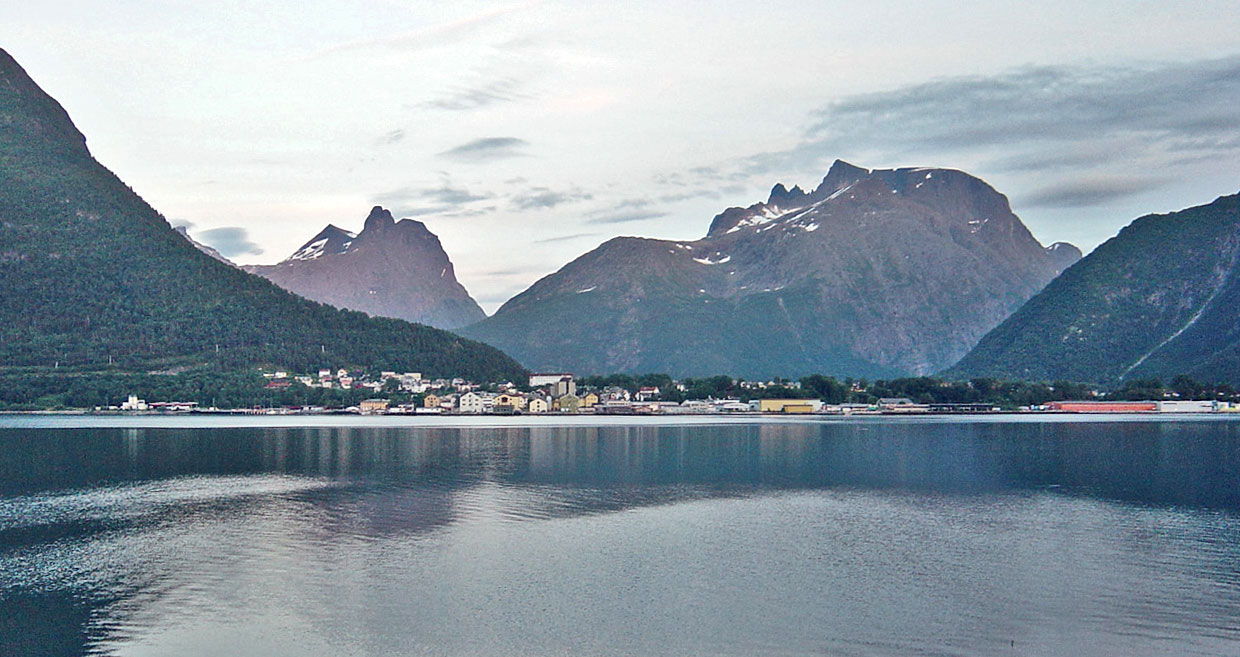
온달스네스

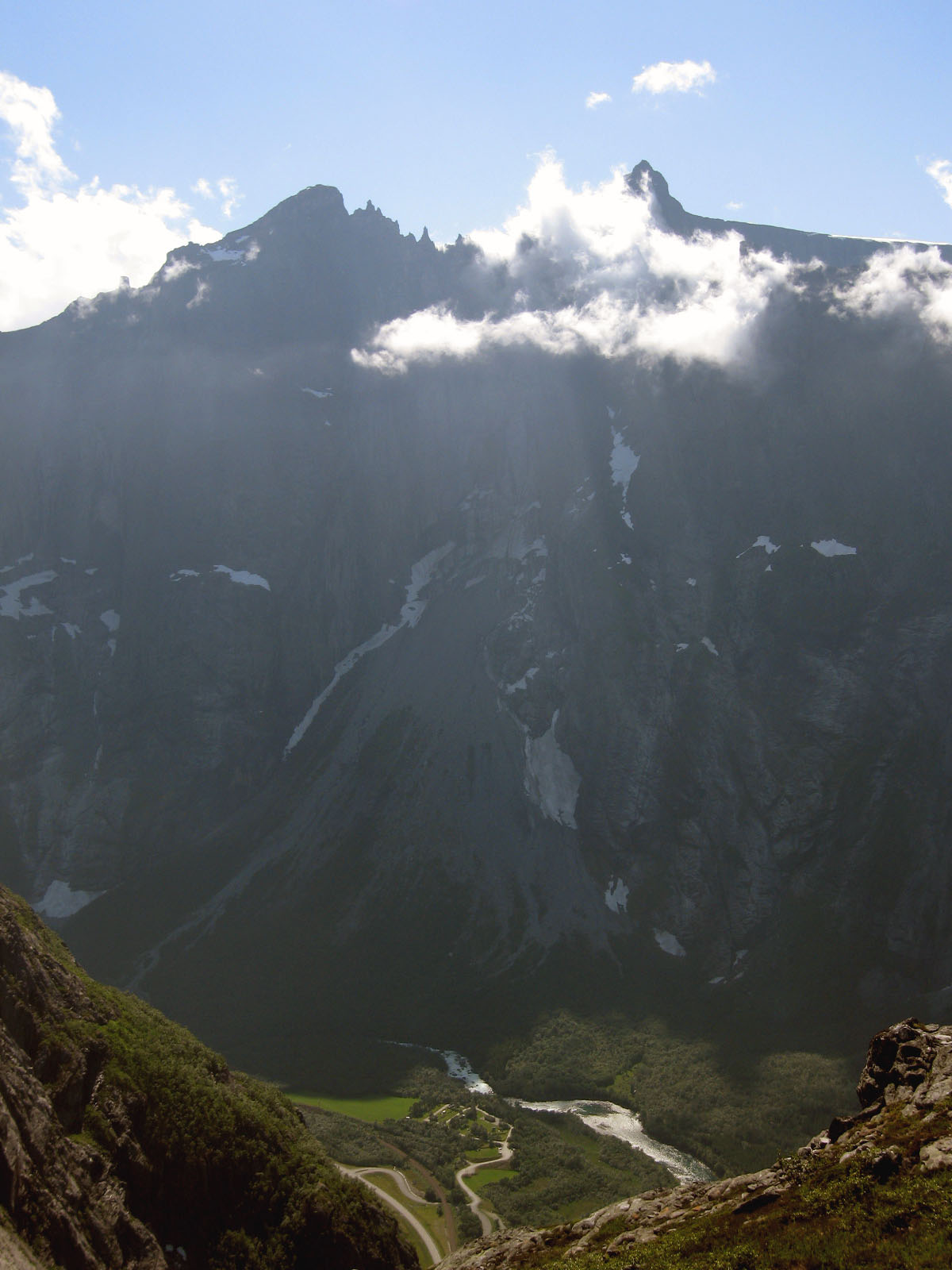
롬스달 측으로 바라본 트롤베겐

### 뫼레오그롬스달주
- Rv658 : 외레순 공항(영어판)
- E39 : 스플옐카빅(영어판)
- Rv111 : 브루스달
- E39 : 스코르가
- : 트레스피요르드 대교(영어판) (트랜스피요르덴(영어판))
- : 인피요르드 터널(영어판)
- 노르웨이 주도 제64호선(영어판) : 온달스네스(영어판)
- 노르웨이 주도 제63호선(영어판) : 온달스네스의 소게 교

### 오플란주
- Fv476 : 레샤
- E6 : 돔보스